# Balthasaria
Balthasaria é um género botânico pertencente à família Pentaphylacaceae.

## Espécies
- Balthasaria mannii, (Oliver) Verdc.
- Balthasaria schliebenii, (Melch.)